# Église Saint-Pierre de Mézos
La chapelle Saint-Pierre est un ancien lieu de culte catholique situé dans la commune de Mézos, dans le département français des Landes. Ses vestiges sont encore visibles à proximité de l'airial de Plinguet

## Présentation
La chapelle, fondée par l'Ordre de Saint-Jean de Jérusalem, daterait du XIe siècle. Elle est édifiée sur la lande de Labat (la lande de l'abbé, en gascon). Elle est placée sur une voie jadis empruntée par les pèlerins de Saint-Jacques-de-Compostelle, entre l'église Saint-Jean-Baptiste de Bouricos à Pontenx-les-Forges et la basilique Notre-Dame de Buglose, à Saint-Vincent-de-Paul.
Un moine vit alors en ces lieux afin d'entretenir le site et d'accueillir les pèlerins. Jusqu'à la fin du XIXe siècle, des fidèles dorment dans la chapelle et ses alentours la veille du pèlerinage du lundi de Pentecôte. L'évêché met un terme à cette pratique en interdisant ces réunions nocturnes en raison de certains excès que la morale et la religion réprouvent. En accord avec une ancienne croyance locale, des mères de famille conduisent par le passé sur l'autel de saint Pierre leurs enfants accusant un retard pour marcher.
La charpente de la toiture s'effondre sous le poids de la neige en 1979. Il ne reste plus de nos jours de la chapelle qu'un amoncellement de ruines, dont le propriétaire privé n'a pas cherché à ralentir la dégradation.